# アリソフの気候区分
アリソフの気候区分（アリソフのきこうくぶん）とは、ソビエト連邦の気候学者であるB・P・アリソフ（Алисов, Борис Павлович、B. P. Alissow〔B. P. Alisovとも表記、1891年 - 1972年〕）が考案した気候区分。緯度と地表の状態を大気循環によって区分したものである。
ケッペンの気候区分が植生に基づいた結果的気候区分であるのに対してアリソフの気候区分は気候に作用する気団に注目して設定されたため、成因的気候区分に分類される。

## 概要
1930年代の気象学は、地上の気圧を中心に据えた平面的な研究から緯度・経度に加え高度も視野に入れた立体的な研究へと発展した。特に1950年代には大気循環や気団、天候を元にした気候地域の研究が進み、そうした潮流の中でアリソフの気候区分が提案された。
アリソフは、1954年に世界規模の大気循環によって形成される気団と気団どうしの境界である前線の季節による移動を元に気候区分を設定した。アリソフは気団の発生を緯度による特性で分類したが、緯度による分類自体はアリソフより前にスウェーデンの気象学者・トール・ベルシェロンが1930年に発表している。気候帯は、2月と8月の大気循環による気団と前線の分布を合成して設定した。こうした冬と夏の気候要素の分布を重ね合わせる手法は1921年にウラジミール・ペーター・ケッペンが世界の洋上の風地域の設定で用いており、アリソフがそれに影響を受けたものと見られる。

## 区分方法

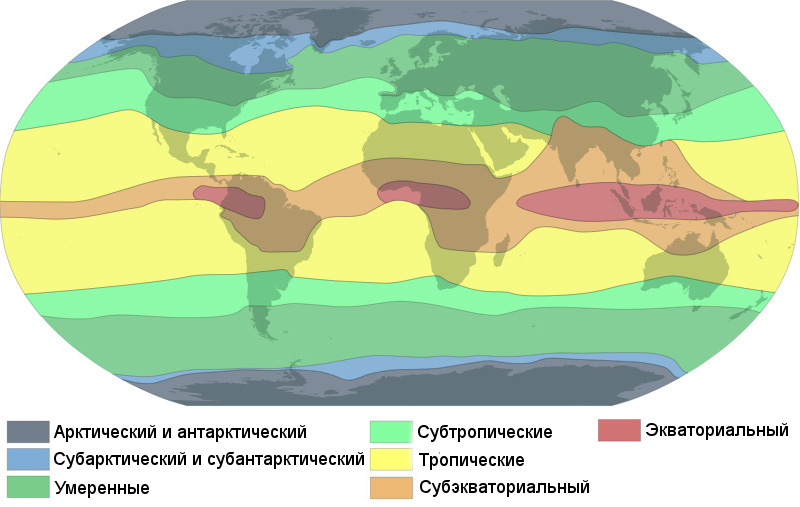
図1.アリソフの気候区分図

アリソフは緯度によって4つの気団ができると考えた。すなわち、赤道気団・熱帯気団・寒帯気団（中緯度気団）・極気団がある地域においてどの時期に影響をもたらすか、ということに注目し、以下の7つに区分した。なお、気候帯の区分には前線を利用している。その前線とは、赤道気団と熱帯気団の境界である熱帯前線、熱帯気団と寒帯気団の境界である寒帯前線、寒帯気団と極気団の境界である極前線である。
1. 1年を通して赤道気団に支配される地域（赤道気団帯）：■（赤）
2. 高日季（夏）は赤道気団、低日季（冬）は熱帯気団に支配される地域（赤道季節風帯[注 5]）：■（橙色）
3. 1年を通して熱帯気団に支配される地域（熱帯気団帯）：■（黄色）
4. 高日季（夏）は熱帯気団、低日季（冬）は寒帯気団に支配される地域（亜熱帯[注 6]）：■（黄緑色）
5. 1年を通して寒帯気団に支配される地域（寒帯気団帯[注 7]）：■（深緑）
6. 高日季（夏）は寒帯気団、低日季（冬）は極気団に支配される地域（亜北極帯・亜南極帯[注 8]）：■（青）
7. 1年を通して極気団に支配される地域（北極気団帯・南極気団帯[注 9]）：■（灰色）

これを世界地図上に図示したのが図1である。気候帯1 - 7の境界は、以下のように決められている。
- 1（赤道気団帯：■赤）と2（赤道季節風帯：■橙） - 冬の赤道気団と熱帯気団の移行帯
- 2（赤道季節風帯：■橙）と3（熱帯気団帯：■黄） - 夏の熱帯前線
- 3（熱帯気団帯：■黄）と4（亜熱帯：■黄緑） - 冬の寒帯前線
- 4（亜熱帯：■黄緑）と5（寒帯気団帯：■深緑） - 夏の寒帯前線
- 5（寒帯気団帯：■深緑）と6（亜極帯：■青） - 冬の極前線
- 6（亜極帯：■青）と7（極気団帯：■灰） - 夏の極前線

したがって、気候帯1（赤道気団帯：■赤）と気候帯2（赤道季節風帯：■橙）の境界が経験的に決定される以外は夏または冬の前線の位置で境界が引かれるため単純明快な気候区分となっている。
しかし、単純明快であるがゆえにこの気候区分はある地域がどの気団の影響を受けるかという問いに答えることはできるもののそれ以外の特性をほとんど示せていない。こうした状態を改善するため、アリソフは1 - 7の気候帯を海洋と大陸、西岸と東岸、平地と山地といった特性で細分化した。細分化した気候帯は以下の通りである。ただし、アリソフは以下の細分化した気候区分を地図上で表現していない。
1. 赤道気団帯[注 10]：■赤
  - 1. 赤道大陸性気候[注 11]
  - 2. 赤道海洋性気候
2. 赤道季節風帯（亜赤道帯）：■橙
  - 1. 大陸性季節風気候[注 12]
  - 2. 海洋性季節風気候
  - 3. 西岸性季節風気候
  - 4. 東岸性季節風気候[注 13]
3. 熱帯気団帯：■黄
  - 1. 熱帯大陸性季節風気候[注 14]
  - 2. 熱帯海洋性季節風気候[注 15]
  - 3. 海洋性高気圧の東縁気候[注 16]
  - 4. 海洋性高気圧の西縁気候[注 17]
4. 亜熱帯（亜熱帯地帯）：■黄緑
  - 1. 亜熱帯大陸性気候[注 18]
  - 2. 亜熱帯海洋性気候
  - 3. 亜熱帯西岸気候[注 19]
  - 4. 亜熱帯東岸気候[注 20]
5. 寒帯気団帯（中緯度気団帯）：■深緑
  - 1. 中緯度大陸性気候[注 21]
  - 2. 中緯度海洋性気候[注 22]
  - 3. 中緯度西岸海洋性気候[注 23]
  - 4. 中緯度東岸海洋性気候[注 24]
6. 亜極気団地帯：■青
  - 1. 亜極大陸性気候[注 25]
  - 2. 亜極海洋性気候[注 26]
7. 極気団地帯[注 27]：■灰
  - 1. 北極気候
  - 2. 南極気候

## 気候地域
上記の気候帯を元にして、アリソフは1954年にアジア・ヨーロッパ・アフリカ・北アメリカ・南アメリカ・オーストラリア・南極・太平洋・大西洋・インド洋の気候地域をそれぞれ示した。例えばアジアの場合、以下のように11の気候地域に区分した。
赤道気団帯：■赤
1. 南インド気候地域・赤道モンスーン気候地域
2. インド気候地域
3. インドシナ気候地域
熱帯気団帯：■黄
4. アラビア気候地域
亜熱帯：■黄緑
5. 地中海気候地域
6. イラン気候地域
7. 高山気候地域
8. 中央アジア気候地域
9. モンスーン気候地域
寒帯気団帯：■深緑
10. 大陸性気候地域
11. モンスーン気候地域
日本は北緯38度 - 39度あたり（宮城県や山形県に相当）を境として、南側が9のモンスーン気候地域（亜熱帯：■黄緑）に、北側が11のモンスーン気候地域（寒帯気団帯：■深緑）に区分される。倉嶋厚は茶や桑、サツマイモの栽培限界、暖帯林と温帯林の境界も同じくらいの緯度であり荒川秀俊と田原寿一による熱帯気団と寒帯気団の出現頻度調査においても札幌と東京の間に境界が来ることが示されていることから、アリソフの示した境界線は妥当であるとした。
一方、アリソフは母国・ソビエト連邦の気候地域については1954年に発表していないがボリソフ（A. A. Borisov）が1965年に著書"Climates of the USSR"の中でアリソフによるソビエト連邦の気候地域を紹介している。その中でアリソフはソビエト連邦を22個の気候地域に分け、そのうち10個の気候地域には2 - 4つの細分化した地域を示している。このソビエト連邦の気候地域の名称にはシベリアやアルタイ山脈など相観的特性に基づく固有地域名を冠しており、アジアなどの気候地域の名称がインド・アラビアなど普通地域名を冠していることと比べて統一感を欠くと矢澤大二は述べている。

## 利点と欠点

### 利点
良い点は、前線の位置で境界線が引かれることから非常に分かりやすい気候区分になっているということである。1月と7月の気圧・風向の描かれた地図を用意し、トレーシングペーパーでなぞれば高校生でもアリソフの気候区分図を作図することが可能である。また漠然としてではあるが気候帯の気温特性を示すこともでき、気団の性質と挙動に応じた気温・降水量が与えられることから、これに適応する植生が成立すると考えられ、大まかに植生分布を説明することができる。アリソフの気候区分と植生の対応は以下の通りである。
1. 赤道気団帯 - 熱帯雨林
2. 赤道季節風帯（亜赤道帯） - サバンナ・有棘低木林
3. 熱帯気団帯 - 砂漠
4. 亜熱帯（亜熱帯地帯） - 温帯林（一部地域はステップ）
5. 寒帯気団帯（中緯度気団帯） - 常緑針葉樹林
6. 亜極気団地帯 - ツンドラ
7. 極気団地帯 - 極砂漠

例えば、気候帯3（熱帯気団帯：■黄）は降水をもたらす熱帯前線や寒帯前線の影響を1年中受けないので雨が少なく、北アフリカやアラビア半島に砂漠が成立すると理由付けができる。

### 欠点
一番の欠点は上述の通り、気候帯1 - 7の区分だけではある地域がどの気団の影響を受けるか、以外の特性をほとんど示せないことである。区分上は前線が収束の場にしか発生しないため、気候地域の境界線に利用すると所々途切れてしまうという問題点がある。また、東西の気候差は極めて大きいにもかかわらずアリソフの気候区分ではその差がうまく表現されていない。
アリソフの気候区分に限らず、成因に着目した気候区分には必ずしも現実の気候と一致しないという大きな欠点がある。アリソフの気候区分の場合、気候帯4（亜熱帯：■黄緑）に夏の降水量が多い東京と夏の降水量が少ないローマがどちらも属するという問題が発生する。また、北アフリカの砂漠の成立要因を説明する時は雨の少ない気候帯3（熱帯気団帯：■黄）に属するためと言えるが、ユーラシア大陸中央部や北アメリカの一部は本来降水が得られると考えられる気候帯4（亜熱帯：■黄緑）に属するにもかかわらず砂漠が広がっているので説明が付かない。各々の気候区分にはどれも利点と欠点が存在し、目的や適用地域に応じて使い分けることが必要である。
アリソフが気候区分を発表して以降、国際地球観測年（IGY）を経て南半球の高緯度地域の高層気象データの蓄積が進んだ結果、南半球において夏の極前線の存在が確認できないことが明らかとなり、アリソフが描いたような亜南極帯と南極気団帯は存在しないということになった。この点に関しては、発表当時情報不足だったことからアリソフは南半球の高緯度についての考察を行っていない。

## 地理的気候帯
一般的に「アリソフの気候区分」として知られるのは1954年に発表した気候区分であるが、それより前の1936年に「地理的気候帯」というものを発表している。これは1954年の気候区分につながるものであり、1954年のものと同じ「重ね合わせ」の手法を用いている。ただし1936年の「地理的気候帯」は気候帯設定基準を明示していない概念的なものに留まり、地図による表現はなされず南半球は低緯度地域のみ考慮しているにすぎない。以下に気候帯名のみ列挙する。
熱帯
1. 赤道気候（E）
2. 赤道モンスーン気候（E.M.）
3. 貿易風気候（Pass.）
- 海洋性（Pass. m.）
- 大陸性（Pass. c.）

亜熱帯および中緯度
4. 亜熱帯気候（sT.）
- 海洋性（sT. m.）
- 大陸性（sT. c.）

5. 中緯度気候・亜寒帯気候（sPol.）
- 海洋性（sPol. m.）
- 大陸性（sPol. c.）
- 中緯度モンスーン気候（sPol. M.）

極
6. 北極気候・南極気候（A）
- 海洋性（A. m.）
- 大陸性（A. c.）

## 現代データによる改訂
現代のより精度の高いデータを用いて、アリソフの気候区分図の改訂がなされている。島袋らは、ヨーロッパ中期予報センター（ECMWF）が作成した全球客観解析データ の 気温・比湿 データ に機械学習の１種である データ・クラスタリング を適用し、アリソフの気候区分図の改訂を行っている。このアリソフの気候区分改訂図では、世界は暖候期・寒候期それぞれにおいて４つの気団帯に分類され、さらに４気団帯の季節的な重なりにより９つの気候帯が設定される（図 2a）。そして各緯度における気温・比湿の帯状平均からのずれ（偏差）を基に、この９気候帯はさらに細かく、東西方向の気候差異を表現する２７の気候地域に細分化される（図 2b）。ここで示された気候帯・気候地域は、ケッペンの気候区分図とも比較され、両者の差異や整合性などが調査されている。

## 日本の地理教育との関係
日本の地理教育、特に高等学校の地理においてはケッペンの気候区分が気候分野の中心的な学習事項となっている。ただし、『高等学校学習指導要領』第2章第2節地理歴史の第6 地理Bでは気候に関連する部分について以下のように規定している。
| 「 | ア 自然環境 世界の地形，気候，植生などに関する諸事象を取り上げ，それらの分布や人間生活とのかかわりなどについて考察させるとともに，現代世界の環境問題を大観させる。 | 」 |

また、『学習指導要領解説』でも「自然地理学などの成果を踏まえて学習の内容と方法を工夫し」とあるのみである。すなわち、学習指導要領上はケッペンの気候区分はおろか気候区分すら扱わなければならない内容ではないのである。しかしながら現実には教科書の気候分野の記述はケッペンの気候区分が中心となり、大学入試にも出題されている。
こうした状況に対して、ケッペンの気候区分よりもアリソフの気候区分を使うべきという意見もある。現状では山川出版社発行の『地理用語集』によれば、2004年度に使用されていた高等学校地理歴史科の教科書『地理B』5冊のうち2冊がアリソフの名を掲載している。2008年発行の教科書も同様で帝国書院の『新詳地理B』では欄外に「ロシアの気候学者・アリソフは，大気現象を直接反映する気団の季節変化に着目した気候区分を行った」と記載し、教育出版の『新地理B』では本文中で「前線帯の季節的移動に基づくアリソフの気候区分」と記述し、「自然の地域区分の例」としてアリソフの気候区分図を掲載しているがケッペンの気候区分が学習の中心であることはゆるぎない。
千葉県立柏中央高等学校の佐藤裕は、アリソフの気候区分を使った気候学習を雑誌『地理』において提案している。佐藤はケッペンの気候区分を使った学習では始めから気候・植生・土壌が関連付けられているため、1つのことから他を説明できないという問題を指摘しアリソフの気候区分の図で気候特性をつかみ吉良竜夫の生態気候区分図で植生・土壌の特性を把握して、農業と関連付けると良いとした。ただ、成因に深入りすると地理ではなく理科の内容に入ってしまうが佐藤は理科にならない程度で成因を考えることは良いことであり、必要である旨を述べている。